# Sandro Luiz da Silva
Sandro Luiz da Silva, meglio noto come Sandro (Paranaguá, 13 marzo 1983), è un ex calciatore brasiliano, di ruolo difensore.

## Carriera
Ha giocato nella prima divisione dei campionati portoghese e kazako.

## Palmarès

### Club

#### Competizioni nazionali
- Campeonato Paranaense Segunda Divisão: 1

Toledo Colônia Work: 2007